# Propalaeotherium
Propalaeotherium ist eine ausgestorbene Säugetiergattung, die in die mit den Pferden verwandte Familie der Palaeotheriidae eingeordnet wird, die aber nicht die unmittelbaren Vorfahren der Pferde darstellt, sondern einen relativ früh wieder ausgestorbenen Seitenzweig bildete. Nachgewiesen ist die Gattung über zahlreiche Funde, die zumeist aus Europa stammen und von denen die teils vollständigen Skelette des Geiseltals und der Grube Messel zu den bekanntesten gehören. Die Fossilreste datieren vom Mittleren Eozän bis in das Untere Oligozän vor 50 bis 41 Millionen Jahren. Die Vertreter von Propalaeotherium lebten überwiegend in Wäldern und ernährten sich von weicher Pflanzenkost. Einzelne Funde deuten darauf hin, dass die Tiere bereits eine ähnliche Vermehrungsstrategie wie heutige Pferde verfolgten. Wissenschaftlich eingeführt wurde die Gattung im Jahr 1849.

## Merkmale

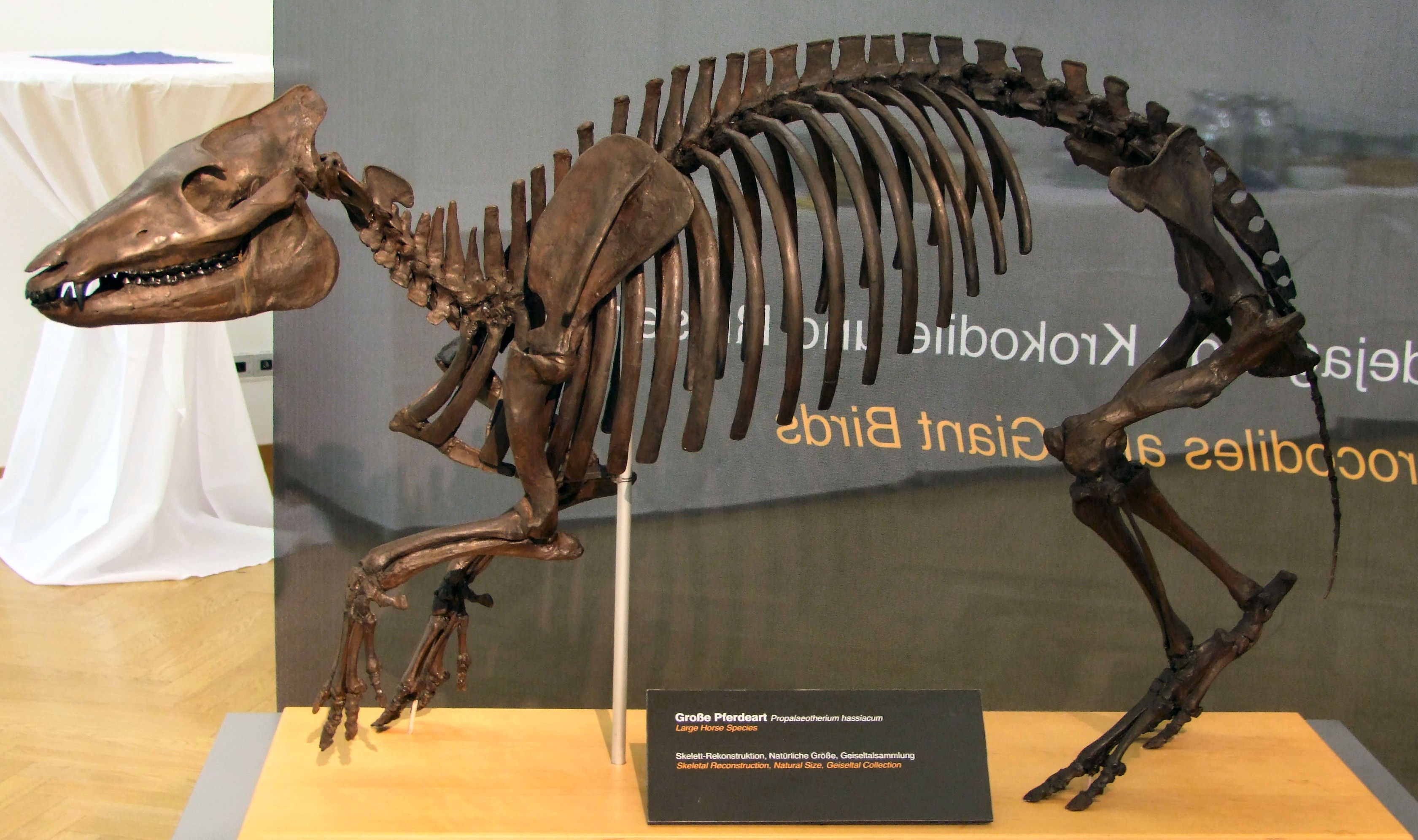
Skelettrekonstruktion von Propalaeotherium nach Funden aus dem Geiseltal

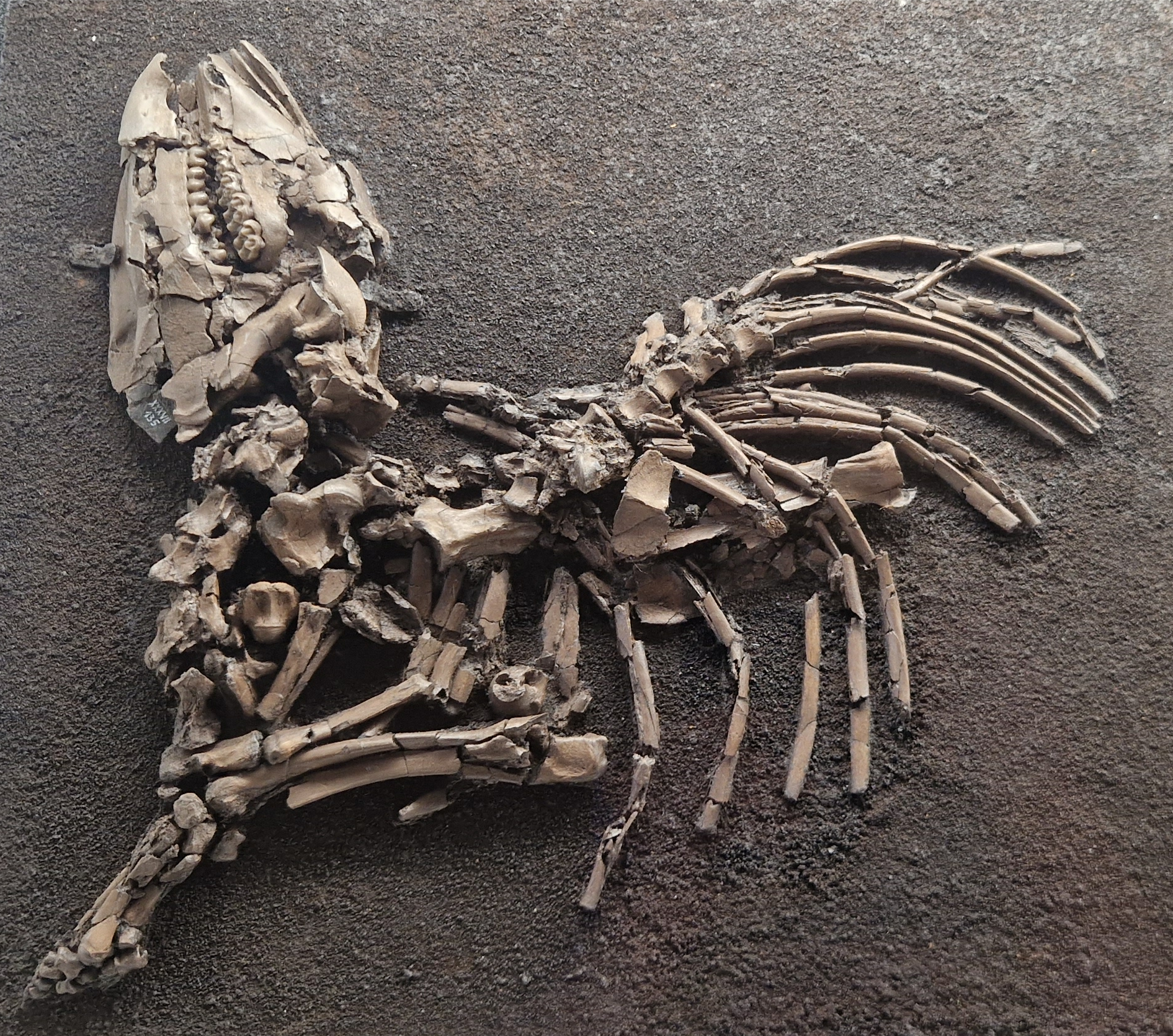
Skelett von Propalaeotherium aus dem Geiseltal

Propalaeotherium ähnelte im Körperbau dem bekannten Hyracotherium. Es sind mehrere Arten dieser Gattung bekannt, von denen die größeren eine Gesamtlänge von rund 90 cm aufwiesen, wovon aber rund 26 cm auf den Schwanz entfielen. Die Widerristhöhe betrug 43 cm, aufgrund der starken Krümmung der Wirbelsäule lag der höchste Punkt des Rumpfes etwa im Bereich der Lendenwirbel und erreichte hier etwa 53 cm Höhe. Rekonstruktionen des Körpergewichts ergaben etwa 30 bis 35 kg für einzelne Funde aus Messel. Für die zahlreichen Belege aus dem Geiseltal ließ sich eine Variation zwischen 10 und 53 kg ermitteln. Dabei ist hier eine deutliche Gewichtsabnahme im Laufe der stammesgeschichtlichen Entwicklung erkennbar. Der Rückgang von anfänglich durchschnittlich 39 kg auf spätere durchschnittlich 26 kg erfolgte im Geiseltal in einem Zeitraum von knapp 3 Millionen Jahren. Charakteristisch für die Gattung war der kurze Hals. Der Schädel maß bis zu 22 cm und war langgestreckt sowie in der Seitenansicht keilartig geformt. Das Hinterhauptsbein war eher kurz und rechtwinklig geformt, in der Seitenansicht aber teils deutlich konkav eingewölbt. Das Nasenbein nahm mit teilweise über 10 cm Länge fast die Hälfte der Schädellänge ein. Bemerkenswert ist allerdings, dass die Nasenincisur zur Bildung des Naseninnenraumes nur etwa 3 cm einragte und damit vergleichsweise kurz war im Gegensatz zu Palaeotherium. Die Stirnlinie verlief relativ geradlinig und war nicht so stark gewölbt wie bei Hyracotherium oder Palaeotherium, so dass dieses Merkmal schon deutlich an die modernen Pferde erinnerte.

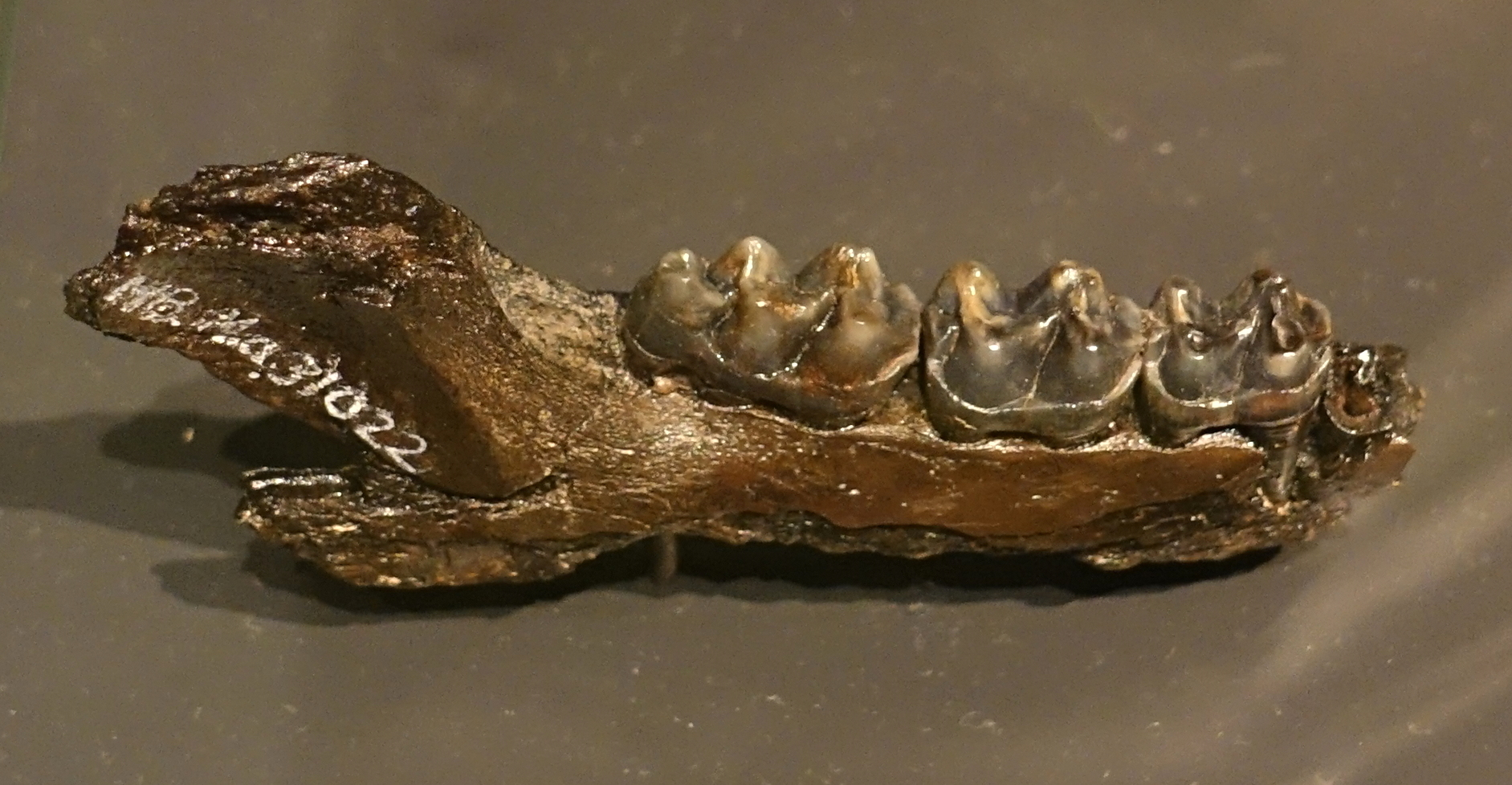
Unterkiefer mit den hinteren Backenzähnen von Propalaeotherium

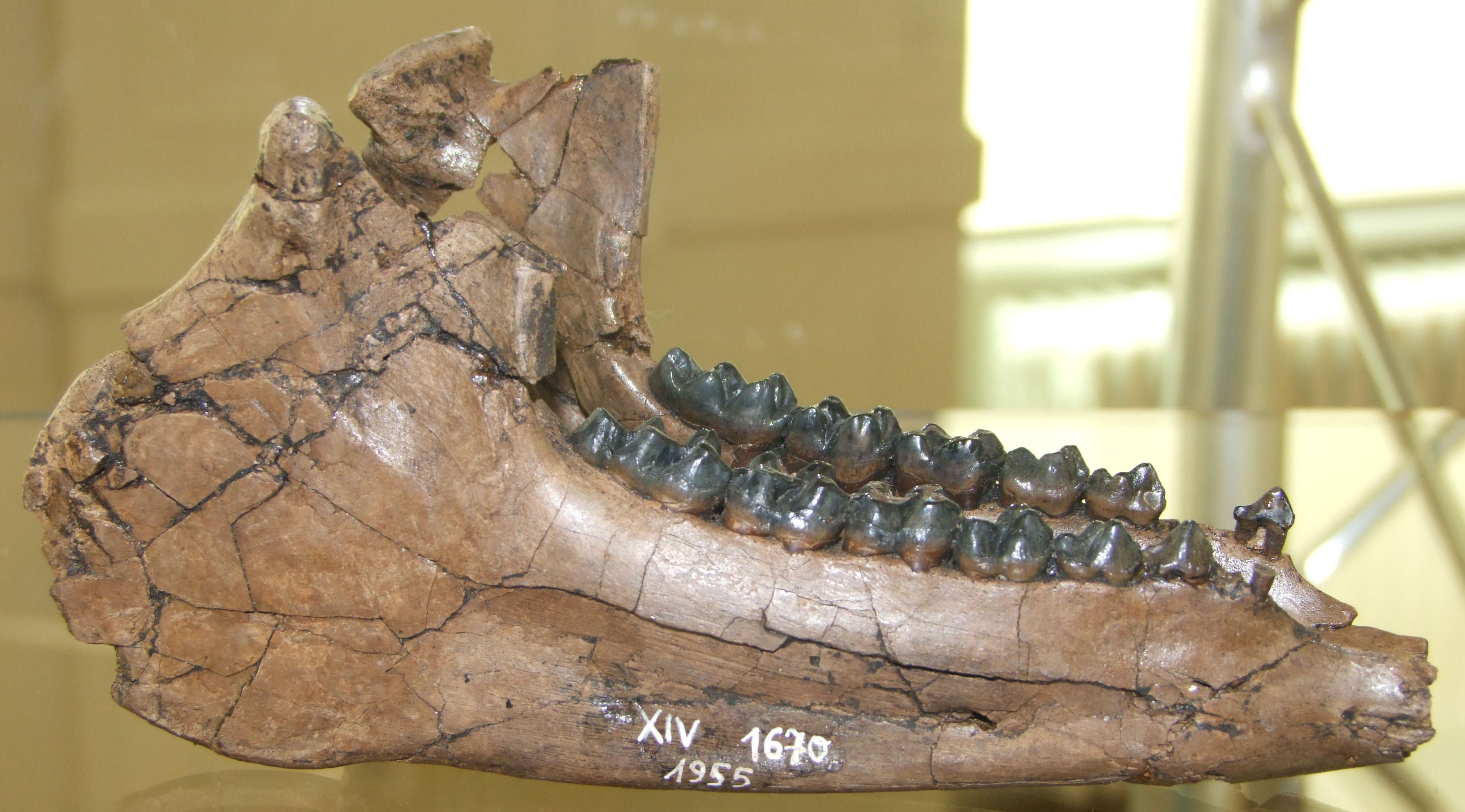
Unterkiefer von Propalaeotherium hassiacum aus dem Geiseltal

Der Unterkiefer erreichte eine Länge von rund 20 cm und besaß eine nur schwach ausgebildete Symphyse, die Unterkieferäste waren relativ niedrig. Sowohl im Ober- als auch im Unterkiefer befand sich die vollständige Säugetierbezahnung mit folgender Formel für das Dauergebiss: {\displaystyle {\frac {3.1.4.3}{3.1.4.3}}}. Die Schneidezähne waren relativ klein und spitz. Zum nachfolgenden Eckzahn bestand jeweils ein kleines Diastema. Der Eckzahn selbst war deutlich größer als die Schneidezähne und konisch spitz geformt. Ein weiteres, diesmal größeres Diastema bestand zur hinteren Bezahnung. Diese wies nur niedrige Zahnkronen auf (brachyodont). Die Kauflächen der Molaren wurden aus zwei Zahnschmelzleisten gebildet, die querstanden und an den Enden höckerige Erhebungen besaßen (bunodont). Die Prämolaren, vor allem die vorderen, waren dagegen nur wenig molarisiert und wiesen nur einzelne Höcker auf.
Das postcraniale Skelett ist aufgrund der zahlreichen Funde umfassend bekannt. Die Wirbelsäule bestand aus sieben Hals-, achtzehn Brust-, fünf Lenden- und fünf Kreuzbeinwirbel. Die Schwanzwirbel erreichten eine Anzahl von insgesamt neunzehn. Charakterisiert wird die Wirbelsäule durch einen hohen kurvenartigen Verlauf. Der Oberschenkelknochen erreichte bei größeren Arten eine durchschnittliche Länge von 18 cm, das Schienbein eine von 15 cm. Das Wadenbein war noch als separater schmaler Knochen erhalten und nicht reduziert wie bei den heutigen Pferden, eine derartige Reduktion begann erst später im Miozän. Die Länge des Oberarmknochens betrug im Durchschnitt 14 cm. Elle und Speiche waren miteinander verwachsen, die Speiche erreichte 13 cm Länge. Die Hintergliedmaßen endeten in je drei Zehen, wobei der mittlere Strahl am kräftigsten ausgeprägt war. Wie bei vielen frühen Unpaarhufern besaßen die Vorderbeine noch einen zusätzlich ausgebildeten, kleineren vierten Zeh.

## Fundstellen

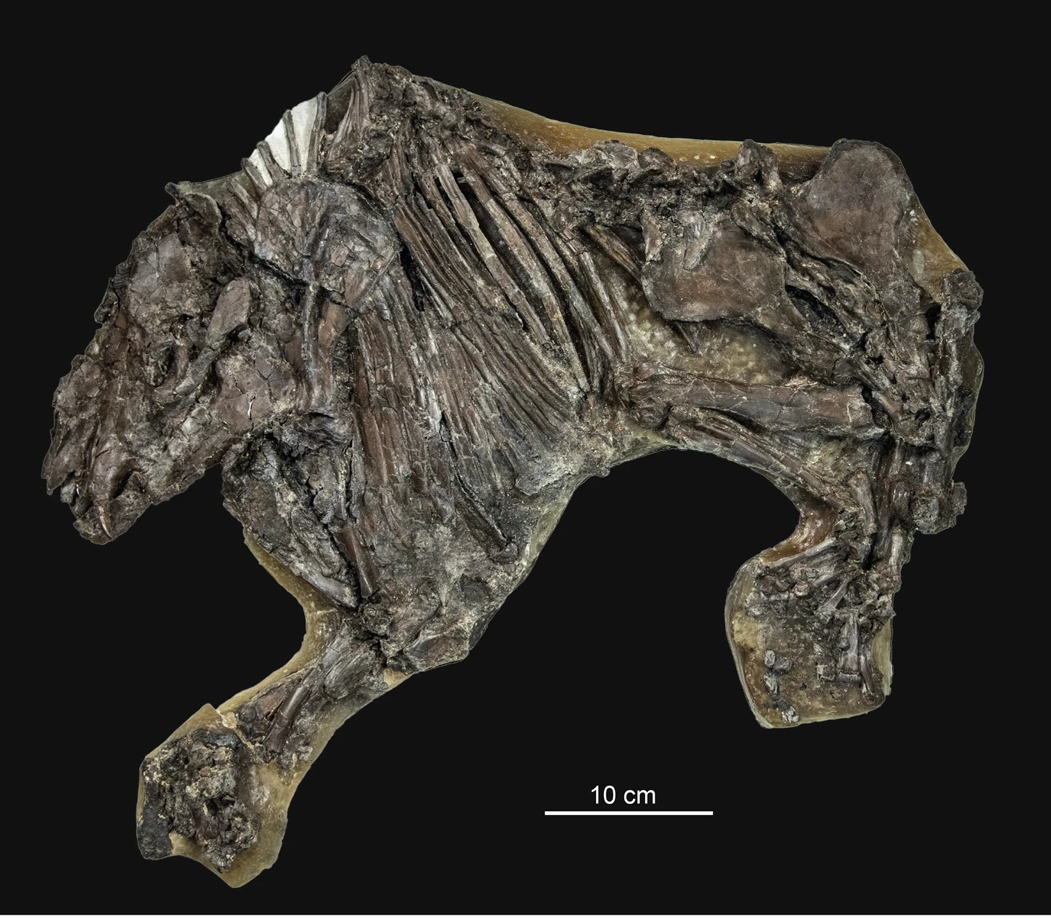
Skelett von Propalaeotherium aus dem Geiseltal

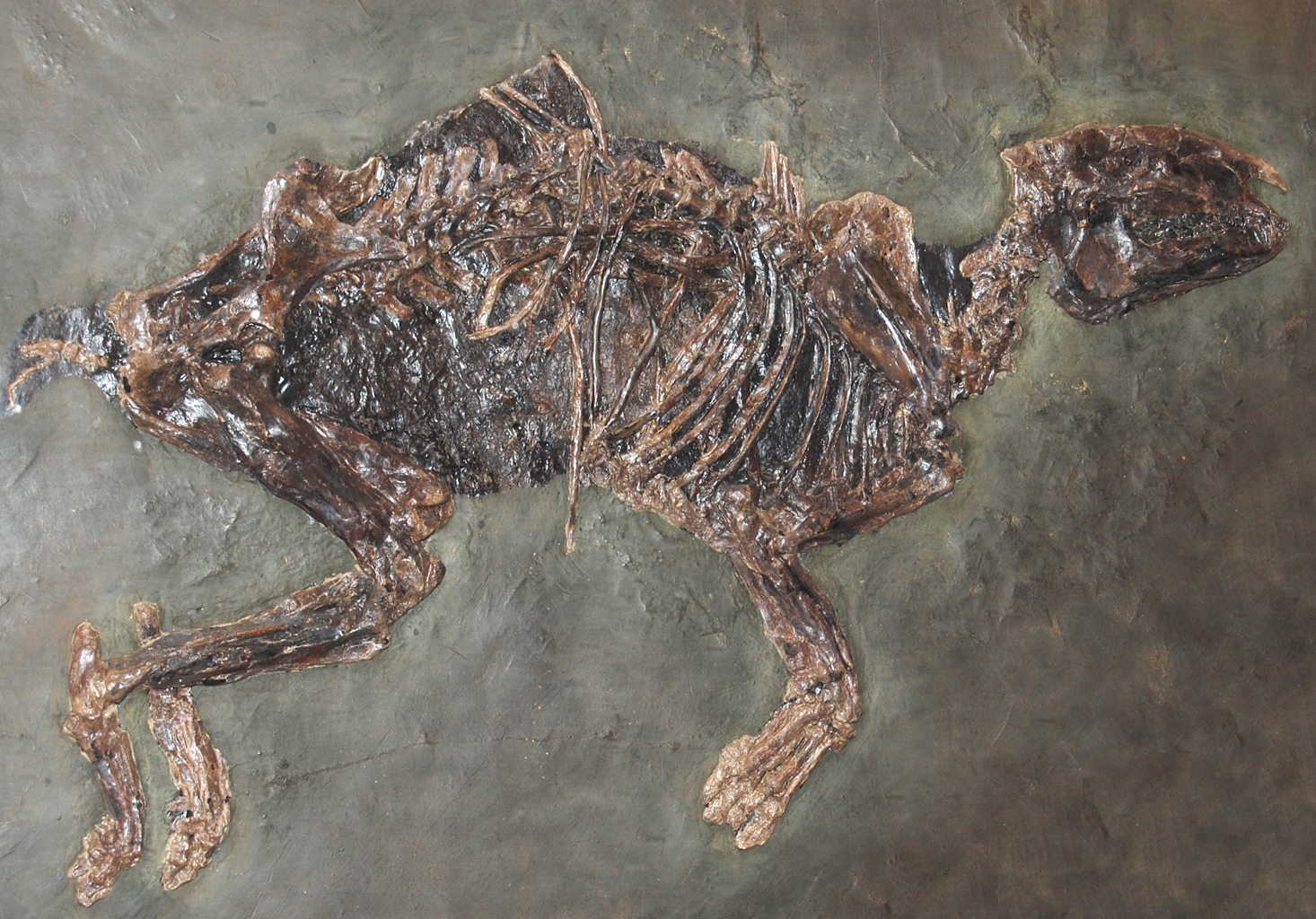
Skelett von Propalaeotherium aus der Grube Messel

Propalaeotherium lebte im Mittleren und Oberen Eozän und ist von mehreren Fundorten in Europa bekannt. Einer der bedeutendsten ist das Geiseltal bei Halle in Sachsen-Anhalt. Den Fundbereichen sowohl der unteren als auch der mittleren und oberen Braunkohleflöze entstammen mehr als 300 Reste dieses Urpferdes, darunter zahlreiche Knochen, Zähne und artikulierte Skelettelemente, aber auch ein nahezu vollständiges Skelett, das 1933 geborgen wurde. Weitere herausragende Funde kamen in der Grube Messel bei Darmstadt (Hessen) zu Tage. Der Fundplatz erbrachte mehr als ein Dutzend vollständige, in Ölschiefer eingebundene Skelette. Die dritte Fundstelle in Deutschland mit hochwertigen Fossilien ist das Eckfelder Maar in Rheinland-Pfalz. Auch hier sind mehrere zusammengehörige Skelette überliefert, darunter eines einer trächtigen Stute.
Neben diesen drei bedeutenden Fundstellen gibt es noch weitere in England, Frankreich, Spanien und in der Schweiz, die meist aber nur fragmentiertes Material erbrachten. Bemerkenswert ist die Karstspalte bei Egerkingen (Kanton Solothurn) in der Schweiz, aus der einige der jüngsten Funden von Propalaeotherium stammen. In Frankreich sind zahlreiche Funde aus dem Pariser Becken bekannt, neben Gebissfragmenten und isolierten Zähnen wurden hier auch Teile des Fußskelettes dokumentiert. Zusätzlich ist die Gattung auch aus dem Süden des Landes belegt, so aus Aumelas, von wo mehr als zwei Dutzend Schädel- und Gebissreste sowie einzelne Zähne vorliegen.

## Paläobiologie

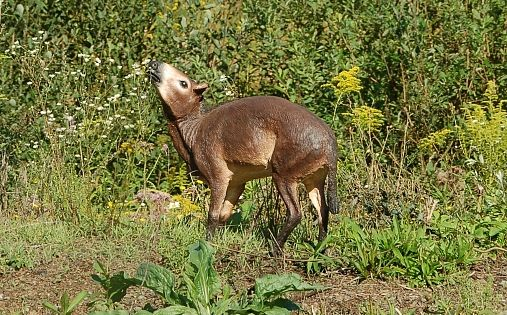
Lebendrekonstruktion von Propalaeotherium

Männliche und weibliche Tiere können anhand des Unterkiefers und der Eckzähne unterschieden werden. Hengste haben einen massiveren und höheren Unterkiefer mit steilerem aufsteigenden Ast als Stuten, die Eckzähne werden zudem größer. Ein weiteres Differenzierungsmerkmal findet sich am Becken, dessen Öffnung am Darmbein bei Stuten aufgrund des Geburtskanals deutlich weiter ist, bei Hengsten zeigt sich diese nicht nur schmaler, sie wird durch die Vorsprünge am Darmbein noch weiter eingeengt. Der Gesamthabitus der Gattung wird aber durch den kurzen Hals und die hohe gekrümmte Rückenlinie charakterisiert. Ähnliche Körperformen sind heute bei Huftieren selten, kommen aber bei den Duckern, vor allem dem Zebraducker in Westafrika vor, die jedoch zu den Boviden und damit zu den Paarhufern zählen. Dennoch dürfte diese spezielle Körperform eine besondere Anpassung an den tropischen Regenwald sein mit dichter Unterholzvegetation und trockenem Gelände. Die vierstrahligen Vorderfüße von Propalaeotherium ermöglichten zusätzlich eine gute Fortbewegung im feuchten bis sumpfigen Gelände. Regenwälder mit etagenartigem Vegetationsaufbau und durchsetzt von feuchten Biotopen werden für das Geiseltal und für Messel rekonstruiert.
Hinsichtlich der Erhaltung des Weichteilgewebes sind die Funde von Messel herausragend, wobei die Weichteile nicht selbst, sondern durch bakterielle Prozesse nachgezeichnet sind (Bakteriographie). Bei einem Fossil von Propalaeotherium ist der Rest der Schwanzbehaarung als Schatten abgebildet. Im Gegensatz zum Schweif der heutigen Pferde sind die Haare aber buschig abstehend ausgebildet. Für die verwandte Gattung Eurohippus ist überdies die Form der Ohren überliefert, die kaum von denen des heutigen Wildpferdes abweicht, jedoch nicht so tütenartig ausgebildet war wie bei den Zebras. Bei einem Fossil der ebenfalls nahe verwandten Gattung Hallensia konnten auch innere Organe nachgewiesen werden. Dabei zeigt sich, dass schon die Urpferde einen stark vergrößerten Darmtrakt aufwiesen und wohl bereits damals Enddarmfermentierer waren, das heißt, dass die Verdauung bei diesen Tieren großteils im Darm stattfand. Ein solch früher Nachweis eines derartigen Verdauungsprozesses könnte bedeuten, dass die Entwicklung dieses speziellen Magen-Darm-Traktes schon bei den ältesten Unpaarhufern entwickelt war und sich nicht unabhängig gebildet hatte.
Die niederkronigen Zähne und ihr bunodonter Aufbau sprechen allgemein für eine Spezialisierung auf weiche Pflanzenkost, wie Blätter oder Früchte. Die gut erhaltenen Skelettfunde mit teilweise intakten Magen-Darm-Inhalten bestätigen diese Annahme. Schon in den 1970er Jahren wurden an einigen Fossilien aus Messel, die heute aber zur nah verwandten Gattung Eurohippus gezählt werden, Blattreste von zwölf verschiedenen Arten von Lorbeergewächsen nebst fünf weiteren Pflanzenfamilien, so Hickorynussbaum, Feigen, Myrten- und Hundsgiftgewächse, ermittelt. Bei weiteren Untersuchungen in Messel wurden auch unzählige Samenkörner von Weinrebengewächsen erkannt, die bestätigen, dass auch Früchte einen erheblichen Anteil im Nahrungsspektrum hatten. Ein vollständiges Skelett eines weiblichen Individuums aus dem Eckfelder Maar wies im Magen-Darm-Bereich zahlreiche Blattreste als Hinweise auf die Nahrung auf. Anfang der 2000er Jahre gelang auch die Untersuchung des Verdauungstraktes des 1933 im Geiseltal geborgenen Skelettes von Propalaeotherium. Hier kamen zahlreiche Blattreste von Heidekraut- und Riemenblumengewächsen zum Vorschein, aber auch Früchte und Blüten wurden, wie die vorhandenen Samen und Pollen zeigen, offensichtlich nicht verschmäht. Weiterhin wurden auch häufig Sand- und Quarzkörner beobachtet, die darauf hinweisen, dass Propalaeotherium seine Nahrung weitgehend in am Boden liegenden Pflanzenabfall äsend aufnahm, ohne dabei eine spezielle Vorauswahl zu treffen.
Das vollständige Skelett der Stute aus dem Eckfelder Maar enthielt darüber hinaus Reste eines Fötus im Lendenbereich, der zusätzlich noch durch bakterielle Nachzeichnung von der Placenta umhüllt war. Es handelt sich hierbei um den ersten Nachweis bei einem frühen Pferdeverwandten. Dieser Befund gibt dadurch einen bedeutenden Einblick in die Paläobiologie. Das Vorhandensein eines einzigen Fötus deutet auf die charakteristische Reproduktionsstrategie der heutigen Huftiere hin, die in der Regel nur ein Junges zur Welt bringen, das aber intensiv gepflegt wird („k-Strategie“). Auch bei der nahe verwandten Gattung Eurohippus sind aus Messel wenigstens ein halbes Dutzend Stuten mit je einem Fötus bekannt, womit diese Fortpflanzungsmethode als typisch für die Urpferde anzusehen ist. Dies weist überdies darauf hin, dass schon die frühen Pferdevertreter wie die heutigen in Herden oder zumindest kleinen Gruppenverbänden lebten und so für den Schutz der Nachgeborenen sorgten. Ob allerdings damals die Hengste schon eine dominante Position einnahmen, ist eher fraglich, da die heute bekannten „Haremsstrukturen“ bei den Wildpferden ein Resultat der Anpassung an offene Landschaften darstellen.
Trotz zahlreicher hervorragender Fossilfunde sind bisher wenige pathologische Befunde nachgewiesen. Einer der wenigen ist eine abweichende Stellung eines Prämolaren in einem Unterkiefer aus dem Geiseltal. Der Zahn war um 180° gedreht, was anfänglich dazu führte, dass das Tier seinen Kiefer nicht vollständig schließen konnte. Allerdings zeigt der Abrieb der Zähne, dass dies das Tier nicht stark beeinträchtigte.

## Systematik
Über die taxonomische Stellung von Propalaeotherium gibt es verschiedene Ansichten. Weit verbreitet ist die Annahme, dass die Gattung innerhalb der Überfamilie der Equoidea (Pferdeartige) zur Familie der Palaeotheriidae, dem Schwestertaxon der Familie der Pferde (Equidae) gehört. Innerhalb der Gruppe der Palaeotheriidae repräsentiert Propalaeotherium den Vorfahren von Palaeotherium, worauf auch der wissenschaftliche Name hinweist. Andere Forscher, überwiegend aus Mitteleuropa, sind aber der Auffassung, dass Propalaeotherium ein Vertreter der Equidae ist und dort der Unterfamilie der Hyracotheriinae angehört. Gründe hierfür sind unter anderem der wesentlich größere Nasenraum bei den Palaeotheriiden, der bei Propalaeotherium und den Equiden deutlich kleiner ausfällt, ebenso sind die Molaren bei Palaeotherium merklich hochkroniger. Ein weiterer Unterschied liegt in der Ausprägung der Hand- und Fußknochen, wobei bei den Palaeotheriiden erstere deutlich langgestreckter sind als letztere, was bei den Equiden und Propalaeotherium aber genau umgekehrt ist. Aufgrund dessen nimmt Propalaeotherium möglicherweise eher eine Art Zwischenstellung zwischen den beiden Familien ein. Gründe der unterschiedlichen Bewertung der Stellung von Propalaeotherium und anderer früher Equoiden innerhalb der mitteleuropäischen Forschung finden sich nach Aussagen einiger Experten teilweise in der Frankfurter Evolutionstheorie. Eine  phylogenetische Studie aus dem Jahr 2019 verankert Propalaeotherium in einer Klade gemeinsam mit Palaeotherium und Plagiolophus. Diese steht wiederum einer Gemeinschaft aus Eurohippus und Lophiotherium gegenüber, während urtümlichere Palaeotherien wie Pachynolophus weiter außen positioniert sind.

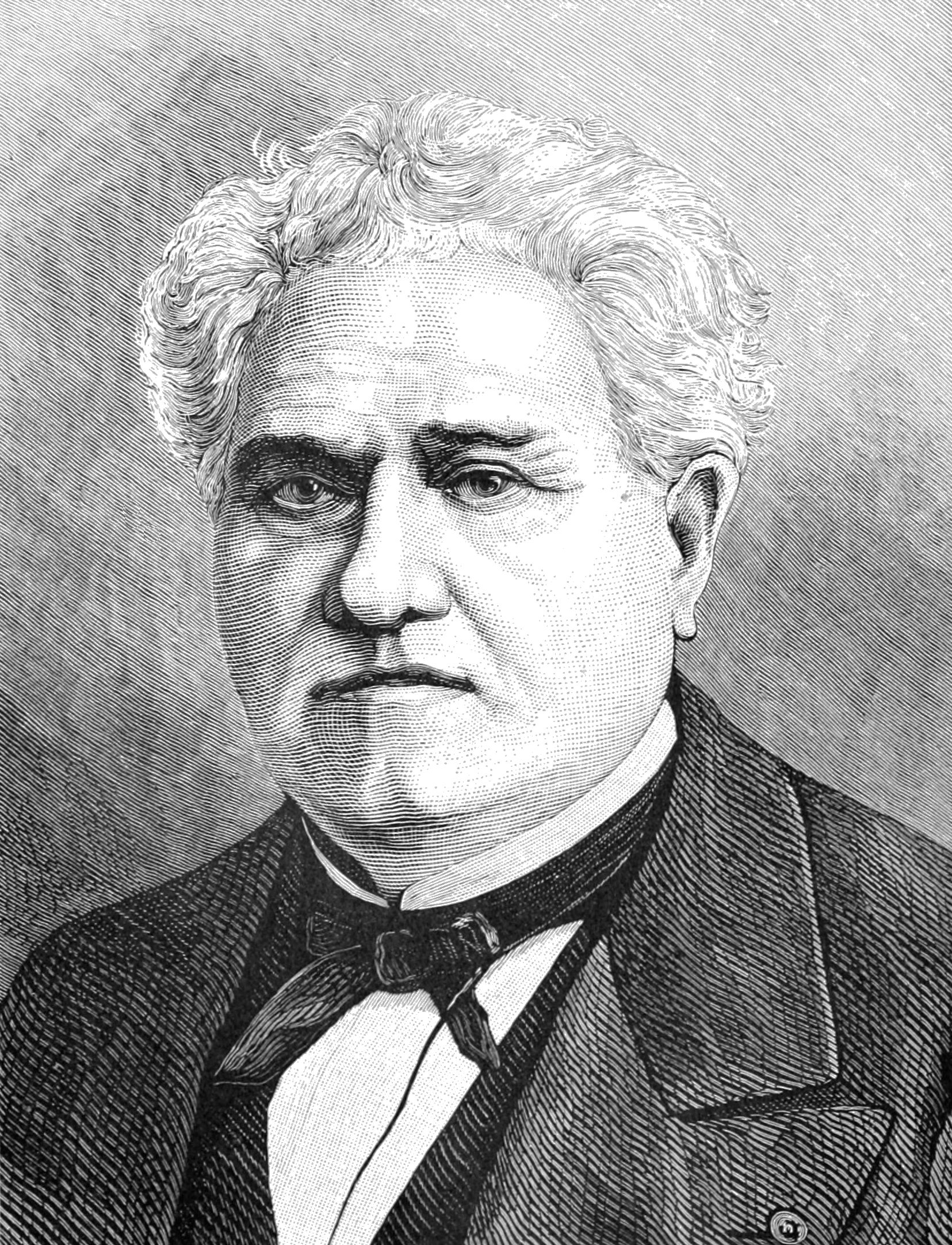
Paul Gervais

Die wissenschaftliche Erstbeschreibung von Propalaeotherium erfolgte 1849 durch Paul Gervais (1816–1879) anhand von Fossilien aus Issel, die bereits 1824 von Georges Cuvier als der Art Pachynolophus isselanus zugehörig betrachtet wurden. P. isselanum bildet demnach die Typusart der Gattung. Daneben werden häufig noch sechs weitere Arten aufgeführt, so dass insgesamt sieben Arten weitgehend anerkannt sind:
- P. argentonicum Gervais, 1848–1852
- P. gaudryi Lemoine, 1878
- P. hassiacum Haupt, 1925
- P. helveticum Savage, Russell & Louis, 1965
- P. isselanum (Cuvier, 1824)
- P. sudrei Remy, Krasovec & Marandat, 2016
- P. voigti Matthes, 1977

Allein vier der sieben genannten Arten wurden für das Geiseltal angenommen (P. argentonicum, P. hassiacum, P. isselanum und P. voigti). Von diesen ist das große P. hassiacum am häufigsten, das rund die Hälfte des gesamten Fundmaterials stellt. Die Form beschränkt sich aber weitgehend auf die dortige Unterkohle und ist recht zahlreich an der Fundstelle XIV vertreten. P. isselanum und P. voigti sind etwa gleichhäufig nachgewiesen. Ersteres war ähnlich groß wie P. hassiacum, konnte aber weitgehend nur aus der Mittelkohle dokumentiert werden, zu der Art zählt auch das berühmte Skelett der Fundstelle. Das deutlich kleinere P. voigti kommt sowohl in der Unter- als auch in der Mittelkohle vor. Die größte nachgewiesene Art aus dem Geiseltal, P. argentonicum, ist nur über Einzelfunde aus der Unterkohle bekannt. Eine Studie aus dem Jahr 2020 vereint hingegen P. hassiacum und P. voigti aufgrund zu weniger trennender beziehungsweise ungenau definierter Merkmale mit P. isselanum. Daneben wurden noch rund ein halbes Dutzend weiterer Arten aufgestellt. Hierzu gehört auch das von Oskar Haupt 1925 als eigenständige Art geführte P. messelense aus der Grube Messel. Dieses wurde 1986 mit P. parvulum gleichgesetzt, das Charles Léopold Laurillard bereits 1849 vorgestellt hatte (allerdings als Lophiodon parvulum). Im Jahr 2006 ordnete Jens Lorenz Franzen dann P. parvulum der neuen Gattung Eurohippus zu, das zwar mit Propalaeotherium nah verwandt, aber deutlich kleiner ist und auch in einzelnen Zahnmerkmalen abweicht. Ein Großteil der Messeler Urpferdskelette, mehr als 40, gehört demnach zu Eurohippus. Die Eigenständigkeit der Gattung wurde jedoch in der Studie aus dem Jahr 2020 angezweifelt. Die Schädelfragmente aus China, die einerseits 1930 von Otto Zdansky als P. sinense, andererseits 1944 von Chung-Chien Young als P. hengyangensis beschrieben wurden, werden neueren Untersuchungen zufolge eher den basalen Chalicotherien zugewiesen.
Propalaeotherium trat erstmals zu Beginn des Mittleren Eozäns auf. Es ist weitgehend nur in Europa nachgewiesen. Die bedeutenden Funde aus dem Geiseltal, der Grube Messel und dem Eckfelder Maar sind dabei jeweils in eine spätere Phase der Verbreitung der Urpferdgattung einzuordnen. Im Oberen Eozän verschwand Propalaeotherium wieder. Zu den spätesten Funden gehören jene von Egerkingen in der Schweiz.